# Formule 3000/2004
Het Formule 3000 seizoen van 2004 was het 20ste en laatste FIA Formula 3000 International Championship seizoen, en startte op 24 april 2004. Er werden tien races gehouden.

## Kalender
|     | Datum        | Land                | Circuit           | Winnaar            | Pole-Position     | Snelste ronde     |
| --- | ------------ | ------------------- | ----------------- | ------------------ | ----------------- | ----------------- |
| 1.  | 24 april     | San Marino          | Imola             | Vitantonio Liuzzi  | Vitantonio Liuzzi | José María López  |
| 2.  | 8 mei        | Spanje              | Barcelona         | Vitantonio Liuzzi  | Enrico Toccacelo  | Vitantonio Liuzzi |
| 3.  | 22 mei       | Monaco              | Monte Carlo       | Vitantonio Liuzzi  | Vitantonio Liuzzi | Tomáš Enge        |
| 4.  | 29 mei       | Europa              | Nürburgring       | Enrico Toccacelo   | Vitantonio Liuzzi | José María López  |
| 5.  | 3 juli       | Frankrijk           | Magny-Cours       | Vitantonio Liuzzi  | Vitantonio Liuzzi | Vitantonio Liuzzi |
| 6.  | 10 juli      | Verenigd Koninkrijk | Silverstone       | Vitantonio Liuzzi  | Vitantonio Liuzzi | Tomáš Enge        |
| 7.  | 24 juli      | Duitsland           | Hockenheim        | Vitantonio Liuzzi  | Vitantonio Liuzzi | Enrico Toccacelo  |
| 8.  | 14 augustus  | Hongarije           | Hungaroring       | Patrick Friesacher | Vitantonio Liuzzi | Tomáš Enge        |
| 9.  | 28 augustus  | België              | Spa-Francorchamps | Robert Doornbos    | Vitantonio Liuzzi | Robert Doornbos   |
| 10. | 11 september | Italië              | Monza             | Vitantonio Liuzzi  | Vitantonio Liuzzi | Vitantonio Liuzzi |

## Eindstand: FIA Formula 3000 Internationaal Kampioenschap voor rijders
De puntenverdeling per race: 10 punten voor de winnaar, 8 voor de tweede, 6 voor de derde, 5 voor de vierde, 4 voor de vijfde, 3 voor de zesde, 2 voor de zevende en 1 voor de achtste.
| Plaats | Naam                 | Land        | Team                              | Vlag van San Marino | Vlag van Spanje | Vlag van Monaco | Vlag van Europa | Vlag van Frankrijk | Vlag van Verenigd Koninkrijk | Vlag van Duitsland | Vlag van Hongarije | Vlag van België | Vlag van Italië | Totaal |
| ------ | -------------------- | ----------- | --------------------------------- | ------------------- | --------------- | --------------- | --------------- | ------------------ | ---------------------------- | ------------------ | ------------------ | --------------- | --------------- | ------ |
| 1      | Vitantonio Liuzzi    | Italië      | Arden International               | 10                  | 10              | 10              | -               | 10                 | 10                           | 10                 | 8                  | 8               | 10              | 86     |
| 2      | Enrico Toccacelo     | Italië      | BCN Competicion                   | 8                   | 8               | 8               | 10              | -                  | 8                            | 8                  | 6                  | -               | -               | 56     |
| 3      | Robert Doornbos      | Nederland   | Arden International               | 6                   | -               | 3               | 8               | 4                  | -                            | 5                  | 2                  | 10              | 6               | 44     |
| 4      | Tomáš Enge           | Tsjechië    | Ma-Con Engineering                | 4                   | -               | -               | 2               | 8                  | 6                            | -                  | 5                  | 5               | 6               | 38     |
| 5      | Patrick Friesacher   | Oostenrijk  | SuperNova Racing                  | -                   | 5               | 4               | -               |                    |                              |                    |                    |                 |                 | 33     |
| 5      | Patrick Friesacher   | Oostenrijk  | Coloni Motorsport                 |                     |                 |                 |                 | 6                  | 4                            | -                  | 10                 | 4               | -               | 33     |
| 6      | José María López     | Argentinië  | CMS Performance/Coloni Motorsport | -                   | 3               | 6               | 4               | -                  | 5                            | 3                  | 1                  | 6               | -               | 28     |
|        | Esteban Guerrieri    | Argentinië  | BCN Competicion                   | -                   | 4               | -               | 5               | 3                  | -                            | 6                  | 4                  | 2               | 4               | 28     |
| 8      | Raffaele Giammaria   | Italië      | AEZ I.E. Engineering/Durango      | 5                   | 6               | 5               | 3               | -                  | 3                            | -                  | -                  | -               |                 | 27     |
| 8      | Raffaele Giammaria   | Italië      | Team Astromega                    |                     |                 |                 |                 |                    |                              |                    |                    |                 | 5               | 27     |
| 9      | Yannick Schroeder    | Frankrijk   | Durango Formula                   | 2                   | -               | -               | 6               | 5                  | -                            | -                  | -                  | -               | -               | 13     |
| 10     | Tony Schmidt         | Duitsland   | Ma-Con Engineering                | -                   | -               | -               | -               | 2                  | 2                            | 4                  | -                  | 3               | -               | 11     |
| 11     | Jeffrey van Hooydonk | België      | Coloni Motorsport                 | 3                   | -               | 2               | 1               | -                  | -                            | -                  |                    |                 |                 | 8      |
| 11     | Jeffrey van Hooydonk | België      | SuperNova Racing                  |                     |                 |                 |                 |                    |                              |                    | -                  | -               | 2               | 8      |
| 12     | Ernesto Viso         | Venezuela   | Durango Formula                   | -                   | -               | -               | -               | 1                  | -                            | 2                  | 3                  | -               | 1               | 7      |
| 13     | Matthias Lauda       | Oostenrijk  | CMS Performance/Coloni Motorsport | -                   | 2               | -               | -               | -                  | -                            | -                  | -                  | -               | 3               | 5      |
| 14     | Alan van der Merwe   | Zuid-Afrika | SuperNova Racing                  | 1                   | -               | -               | -               | -                  | 1                            | -                  | -                  | -               | -               | 2      |
| 15     | Rodrigo Ribeiro      | Brazilië    | Durango Formula                   | -                   | 1               | -               | -               | -                  | -                            | -                  | -                  | -               | -               | 1      |
|        | Jan Heylen           | België      | Team Astromega                    | -                   | -               | 1               | -               | -                  | -                            | -                  | -                  | -               | -               | 1      |
|        | Nico Verdonck        | België      | Team Astromega                    | -                   | -               | -               | -               | -                  | -                            | 1                  | -                  | -               | -               | 1      |
|        | Matteo Grassotto     | Italië      | AEZ I.E. Engineering/Durango      | -                   | -               | -               | -               | -                  | -                            | -                  | -                  | 1               | -               | 1      |

## Eindstand: FIA Formule 3000 Internationaal Kampioenschap voor teams
| Plaats | Team                 | Vlag van San Marino | Vlag van Spanje | Vlag van Monaco | Vlag van Europa | Vlag van Frankrijk | Vlag van Verenigd Koninkrijk | Vlag van Duitsland | Vlag van Hongarije | Vlag van België | Vlag van Italië | Totaal |
| ------ | -------------------- | ------------------- | --------------- | --------------- | --------------- | ------------------ | ---------------------------- | ------------------ | ------------------ | --------------- | --------------- | ------ |
| 1      | Arden International  | 16                  | 10              | 13              | 8               | 14                 | 10                           | 15                 | 10                 | 18              | 16              | 130    |
| 2      | BCN Competicion      | 8                   | 12              | 8               | 15              | 3                  | 8                            | 14                 | 10                 | 2               | 4               | 84     |
| 3      | Ma-Con Engineering   | 4                   | 0               | 0               | 2               | 10                 | 8                            | 4                  | 5                  | 8               | 8               | 49     |
| 4      | CMS Performance      | 0                   | 5               | 6               | 4               | 0                  | 5                            | 3                  | 1                  | 6               | 3               | 33     |
| 5      | Coloni Motorsport    | 3                   | 0               | 2               | 1               | 6                  | 4                            | 0                  | 10                 | 4               | 0               | 30     |
| 6      | AEZ I.E. Engineering | 5                   | 6               | 5               | 3               | 0                  | 3                            | 0                  | 0                  | 1               | 0               | 23     |
| 7      | Durango Formula      | 2                   | 1               | 0               | 6               | 6                  | 0                            | 2                  | 3                  | 0               | 1               | 21     |
| 8      | SuperNova Racing     | 1                   | 5               | 4               | 0               | 0                  | 1                            | 0                  | 0                  | 0               | 3               | 14     |
| 9      | Team Astromega       | 0                   | 0               | 1               | 0               | 0                  | 0                            | 1                  | 0                  | 0               | 5               | 7      |

1985 ·
1986 ·
1987 ·
1988 ·
1989 ·
1990 ·
1991 ·
1992 ·
1993 ·
1994 ·
1995 ·
1996 ·
1997 ·
1998 ·
1999 ·
2000 ·
2001 ·
2002 ·
2003 ·
2004